# Abdullah Al-Shammari
Abdullah Al-Shammari, né le 24 novembre 1991 à Riyad en Arabie saoudite, est un footballeur saoudien. Il évolue au poste de gardien de but avec le club d'Abha Club.

## Biographie
Il est sacré champion d'Arabie saoudite en 2014 avec le club d'An-Nasr Riyad, disputant quatre matchs en championnat cette saison-là.

## Palmarès
- Champion d'Arabie saoudite en 2014 avec l'Al-Nassr FC